# 敦克爾克大行動
是一部2017年由英國、法國、美國及荷蘭合拍的驚悚戰爭電影，由克里斯多福·諾蘭執導和編劇，並與艾瑪·湯瑪斯共同監製。主演包括菲昂·懷海德、湯姆·格林-卡尼、傑克·洛登、湯姆·哈迪、肯尼斯·布萊納、阿紐林·巴納德、哈利·斯泰爾和席尼·墨菲。故事背景設定為第二次世界大戰，主要敘述敦克爾克戰役。
諾蘭在撰寫故事時，是以空中、陸地和海洋三個角度來組成敘事。此外，諾蘭還努力透過細節來營造懸念，因為劇本極少有對白。拍攝於2016年5月23日在法國的敦克爾克進行，攝影師霍伊泰·凡·霍伊泰馬以IMAX70毫米和65毫米的大格式電影膠片來拍攝。
《敦克爾克大行動》由華納兄弟負責發行，2017年7月21日在美國上映。電影上映後獲得了一致好評，其敘事手法、演員的表現、配樂都深受讚譽。

## 劇情
1940年，二戰時的法國北部被納粹德國攻佔，由法國、英國和加拿大所組成的盟軍被逼退至敦克爾克，僅能聯合防守並想辦法撤離。年輕的英國陸軍二等兵湯米跟隨的隊伍受德軍殲滅後，倖存的他跑到當時近四十萬盟軍滯留的敦克爾克海灘。經過德軍俯衝轟炸機的一輪轟炸後，湯米跟另一位士兵吉布森結為同伴，合作將一名傷兵擔架抬到停在防波堤盡頭的醫療船上，兩人希望能借此一起撤退，但卻被命令下船，兩人便悄悄躲在防波堤下方等待時機。隨後德軍又發動一輪轟炸擊中醫療船，船上官兵及醫療人員集體棄船逃生，湯米和吉布森於營救落水者期間救下另一名士兵亞歴克斯。海軍中校波頓隨後批准他們搭上一艘驅逐艦，但驅逐艦卻於晚間被德軍潛艇魚雷擊沉，事先安排好退路的吉布森救出湯米和亞歷克斯後，三人棄船跳海並再度回到海灘上。
由於只靠防波提撤離太花時間，加上沒有足夠小船將海邊的士兵送上驅逐艦，皇家海軍只好徵用多數民間船隻，以拯救海邊其他受困士兵。在韋茅斯，道森先生和他的兒子彼得所擁有的月石號帆船成為徵用船之一，父子倆親自出海駛向敦克爾克，隨行的人包括彼得的好友喬治。出航不久，他們在一艘被魚雷擊沉的船骸上營救一名處於“彈震症”狀態的英軍士兵。當該士兵得知他們駛向回敦克爾克後，因恐慌而試圖阻止道森，卻不慎將喬治摔下樓梯，頭部重創下使他失明。與此同時，三架英國空軍噴火戰鬥機正在航向法國，中途和德軍轟炸機發生纏鬥，隊長被擊落後，飛行員法雷爾掌管領導權，即使他的油量表已無法顯示。他領軍擊落敵機並掩護一艘掃雷艦，但另一架噴火戰鬥機也被擊落，飛行員柯林斯迫降至海面上後，被經過的月石號所救。
湯米、吉布森和亞歴克斯加入一群蘇格蘭高地兵團，躲入一艘在德軍佔領區邊際不遠處擱淺的拖吊漁船內部，等待漲潮之時浮起來離開海邊。但該船的荷蘭船主剛好巡視結束後回來，稱他是過來營救他們的一員。這時，遠處德軍將漁船作為射擊訓練靶；漲潮隨即到來，船雖然浮起來，但水也開始從彈孔漏進船裡。為了犧牲一人讓船減輕重量，亞歴克斯指控一路上不說話的吉布森是德軍間諜，而吉布森說一口法語才揭示他是法軍，只是偷用他在海灘上所埋的英軍遺體之身份，想混入英軍中一起撤退。湯米挺身而出為吉布森說話，其他士兵大力說服湯米不要維護他，強調為求生存而別無他法。此時漁船再受到攻擊且因進水太多而開始沉沒，湯米、亞歴克斯等其他士兵均棄船逃生，只有吉布森一人被鐵鏈纏住而淹死在船裡。他們剛想游到旁邊的驅逐艦上時，軍艦卻被德軍轟炸機擊沉，導致他們和驅逐艦上的大多數落水者，集團被趕過來的月石號拉上去而得救，彼得、柯林斯和彈震症士兵聯手救起落水者。
彼得從躲至下方的落水士兵得知喬治已傷重死去，雖然感到悲痛，但為了不讓彈震症士兵難過，只好對他撒謊說喬治會沒事。敵機環繞回來時，依然守在空中的法雷爾雖然擊落敵機，但敵機落海後點燃驅逐艦漏出的燃油。彼得於期間對柯林斯講述他的哥哥曾經是颶風戰鬥機飛行員，但已死於戰爭初期。法雷爾一人駕駛戰機抵達敦克爾克海邊，在千鈞一髮之際擊落德軍轟炸機，並受到底下所有士兵們的歡呼。但他也因燃油耗盡而沒有辦法返航，降落至海灘另一邊的德國佔領區，放火燒毀他的戰機後成為德軍戰俘。同時在海灘上，幾百艘民間船隻趕到敦克爾克合作營救所有被困的士兵返家，站在防波提上的波頓中校看著最後一批人成功撤離後，確認獲救人數為三十三萬五千人，遠超過英國首相溫斯頓·丘吉爾所預估，波頓最後決定獨自留下協助法軍撤退。
湯米和亞歴克斯渡過英吉利海峽回到英國家鄉，與十幾萬名士兵搭火車回家。道森因營救多人的壯舉而受到表彰，而彈震症士兵則目睹喬治遺體被運走。在彼得要求本地報社後，喬治的照片登上頭條被譽為英雄。即將抵達沃金鎮的亞歴克斯因打敗仗，一口認定他們回去後會受到公眾鄙視，但他、湯米與其他士兵到站後卻受到公眾的英雄式歡迎和鼓勵。最後，湯米拿到外面小孩給的報紙，讀著丘吉爾針對這次成功撤離的全國演講，表示英國將不會放棄，並將會在海灘上奮戰來捍衛他們的國土。

## 演員
| 演員                            | 角色                         | 備註 |
| 菲昂·懷海德 Fionn Whitehead     | 湯米 Tommy                   | 英國陸軍二等兵，剛參戰不久，剛見識到戰爭殘酷後，一心只想離開敦克爾克海灘。                                            |
| 阿紐林·巴納德 Aneurin Barnard   | 「吉布森」 "Gibson"          | 英國陸軍二等兵，在海灘上跟湯米相識並合作想辦法離開，但他實為一名法軍所假扮。                                          |
| 哈利·斯泰爾斯 Harry Styles      | 亞歴克斯 Alex                | 英國陸軍二等兵，所搭乘的醫療船被擊沉後被湯米和吉布森營救上來，從此加入他們的行列。                                    |
| 馬克·勞倫斯 Mark Rylance        | 道森先生 Mr. Dawson          | 居住在韋茅斯的水手，自己的帆船被征用作為救援船後，當機立斷出海前往敦克爾克救人。角色原型依據查爾斯·萊托勒的真實故事。 |
| 湯姆·格林-卡尼 Tom Glynn-Carney | 彼得·道森 Peter Dawson       | 居住在韋茅斯的居民，道森先生的兒子，跟著父親一同出海救人。                                                            |
| 貝瑞·柯根 Barry Keoghan         | 喬治·米爾斯 George Mills     | 居住在韋茅斯的居民，彼得的同校好友，自願加入彼得和道森的救援行列。                                                    |
| 席尼·墨菲 Cillian Murphy        | 發抖的士兵 Shivering Soldier | 英國陸軍少尉，被道森營救的船難倖存者，經歷船難後患上嚴重精神創傷。                                                    |
| 湯姆·哈迪 Tom Hardy             | 法雷爾 Farrier               | 英國皇家空軍戰鬥機飛行員，隊長被擊落後接替隊長一職。                                                                  |
| 傑克·洛登 Jack Lowden           | 柯林斯 Collins               | 英國皇家空軍戰鬥機飛行員，法雷爾的戰友。                                                                              |
| 詹姆士·達西 James D'Arcy        | 溫納特上校 Col. Winnant      | 英國陸軍上校，在敦克爾克監督撤離工作。                                                                                |
| 肯尼斯·布萊納 Kenneth Branagh   | 波頓中校 Cdr. Bolton         | 英國皇家海軍中校，敦克爾克撤離行動中的高級軍官。                                                                      |
| 麥可·凱恩 Micheal Caine         | 福蒂斯隊長 Fortis Leader     | 客串，未掛名。僅在戰鬥機無線電裏以聲音客串。                                                                          |

## 製作

### 發展
2015年12月28日，宣布諾蘭將執導二戰背景電影《敦克爾克大行動》，敘述關於敦克爾克戰役的故事，主要根據他自己所編的原創劇本來拍攝。霍伊泰·凡·霍伊泰馬將擔任攝影師，這是繼2014年電影《星際效應》後再次與諾蘭合作。
2015年12月，湯姆·哈迪、肯尼斯·布萊納和馬克·勞倫斯會談參演電影。2016年3月，菲昂·懷海德加入擔任主演，而傑克·洛登、哈利·斯泰爾和阿紐林·巴納德也在不久後宣布參演。2016年4月，席尼·墨菲加入劇組。而詹姆士·達西、貝瑞·柯根和湯姆·格林-卡尼則在同月晚些時候宣布參演。
據《好萊塢報導》，諾蘭與華納兄弟達成協議，他能因製作本片而獲得高達2000萬美元的片酬和加上20%的票房分紅，而彼得·傑克森的《金剛》（2005年）也同樣享有此待遇。

### 拍攝
正式拍攝於2016年5月23日在法國的敦克爾克開拍，之後陸續在荷蘭、英國和洛杉磯製作。本片主要以IMAX 70釐米底片和65釐米大像幅組合來拍攝。導演諾蘭打算以真實的二戰戰艦來拍攝，包括法國海軍的驅逐艦馬耶-布雷澤；據傳，劇組會花費500萬美元購入一架德國復古二戰飛機。此外，諾蘭還將IMAX攝影機固定在直升機上拍攝。

## 音樂
2016年1月，作曲家漢斯·季默已再次和諾蘭合作為電影配樂。2017年4月5日，季默透露，他幾乎完成了樂曲，並能於5月完成。該配樂於2017年7月21日由水塔音樂發行。

### 曲目
| 曲序 | 曲目                                                                           | 时长 |
| ---- | ------------------------------------------------------------------------------ | ---- |
| 1.   | The Mole                                                                       | 5:35 |
| 2.   | We Need Our Army Back                                                          | 6:28 |
| 3.   | Shivering Soldier                                                              | 2:52 |
| 4.   | Supermarine                                                                    | 8:03 |
| 5.   | The Tide                                                                       | 3:48 |
| 6.   | Regimental Brothers (by Hans Zimmer, Lorne Balfe)                              | 5:04 |
| 7.   | Impulse                                                                        | 2:36 |
| 8.   | Home (by Hans Zimmer, Benjamin Wallfisch)                                      | 6:02 |
| 9.   | The Oil                                                                        | 6:10 |
| 10.  | Variation 15 (Dunkirk) (by Benjamin Wallfisch, Sir Edward Elgar)               | 5:51 |
| 11.  | End Titles (by Benjamin Wallfisch, Sir Edward Elgar, Lorne Balfe, Hans Zimmer) | 7:12 |

## 市場營銷
《敦克爾克大行動》的首支預告片是隨著《自殺突擊隊》（2016年）放映，並於2016年8月4日在網上釋出。根據數據分析公司ListenFirst Media的調查，本片是本週發布的預告中獲得最多Twitter追蹤的電影。而首支全長版預告片則於2016年12月14日釋出，並在IMAX版的《星際大戰外傳：俠盜一號》放映前播出7分鐘的電影獨家片段。據測量公司comScore的透露，《敦克爾克大行動》是本週最高討論度的電影，該預告片在YouTube上獲得超過2000萬次觀看數。序幕片段也隨IMAX版的《金剛：骷髏島》放映一星期。
電影於2017年電影展上展出，並獲得了極大的好評。華納兄弟也與NBA合作，隨2017年NBA季後賽播出電影的電視廣告。2017年5月5日，《敦克爾克大行動》的新預告在電影網站的倒計時後釋出。據ComScore調查，《敦克爾克大行動》再度是本週最受歡迎的電影。

## 發行
華納兄弟將電影排於2017年7月21日在美國上映，並隨著推出IMAX、70釐米底片和35釐米版本。

### 評價
《敦克爾克大行動》獲得了多數的好評，其攝影、音樂及演員的演技皆獲得了讚譽。爛番茄根據436條評論，電影持有92%的新鮮度，平均得分8.67／10。而在Metacritic上，根據53位評論家的評論，電影獲得了94分，綜合結果為「一致好評」。IMDb的得分為8.6／10。據CinemaScore調查，觀眾在A+至F間的評價落在「A-」。

### 票房
2017年5月，《BoxOffice》預估《敦克爾克大行動》能在美國和加拿大獲得總計2.4億美元的票房。《綜藝》預估美國首週末票房能獲得3000萬至4000萬美元，Deadline.com預估有3500萬美元，而《BoxOffice》則預估達5700萬美元。《IndieWire》預估電影於首週末的票房約5000萬美元，全球最終能達到5億美元。《敦克爾克大行動》在美國的第一天便賺取了1980萬美元的票房，其中包括御前試映的550萬美元。美國首週末票房達5050萬美元，位居票房冠軍；這也是二戰題材電影中第三高的首週成績，僅次於《美國隊長》（6210萬美元）和《珍珠港》（5910萬美元）。
在北美外，本片於2017年7月19日在法國上映，並於第一天賺取了220萬美元的票房。第二天在七個海外市場上映後，則獲得了630萬美元。7月21日，本片在另外四十六個國家發行，從一千多間戲院中獲得了1270萬美元的票房，其中的370萬美元來自英國。
台灣方面，首週四天票房為新台幣4400萬元；最終全台票房為新台幣1.13億元。
| 上一届： 《猩球崛起：终极决战》   | 2017年美國週末票房冠軍 第29-30週  | 下一届： 《黑塔》               |
| 上一届： 《猩球崛起：終極決戰》   | 2017年台北週末票房冠軍 第29-30週  | 下一届： 《模犯生》             |
| 上一届： 《猿人爭霸戰：猩凶巨戰》 | 2017年香港一週票房冠軍 第30週     | 下一届： 《星際特工：千星之城》 |
| 上一届： 《战狼2》                | 2017年中国内地一周票房冠军 第36週 | 下一届： 《蜘蛛俠：英雄歸來》   |

## 備註
1. ↑  當被問及電影被列為PG-13評級時，諾蘭解釋，他並不認為《敦克爾克大行動》是一部戰爭電影，而是一部「不著重於戰爭血腥」的懸疑電影[5]。

## 外部連結
- 互联网电影数据库（IMDb）上《敦克爾克大行動》的资料（英文）
- 爛番茄上《敦克爾克大行動》的資料（英文）
- AllMovie上《敦克爾克大行動》的资料（英文）
- Box Office Mojo上《敦克爾克大行動》的資料（英文）
- Metacritic上《敦克爾克大行動》的資料（英文）
- 開眼電影網上《敦克爾克大行動》的資料（繁體中文）
- 豆瓣电影上《敦克爾克大行動》的資料 （简体中文）
- 时光网上《敦克爾克大行動》的資料（简体中文）